# Обсерватория Хакос
Обсерватория Хакос — астрономическая обсерватория, основанная в 1999 году в Хакосе, Намибия на территории частной фермы выходцев немецкого происхождения из Европы. Обсерватория входит в состав Международной любительской обсерватории (Internationale Amateur-Sternwarte).

## Инструменты обсерватории
- 50-см Кассегрен (F/9)
- 50-см Ньютон (F/3,7)
- Celestron С14 (35 см, f/11)
- 17,5-дюймовый Добсон
- Селестрон 11-дюймов (D=28 см, F=2800мм)
- Эпсилон Такахаси (D=160 мм, f/3.3)

## Направления исследований
- Астрофотография
- Наблюдения и поиск малых тел Солнечной системы
- Наблюдения переменных звезд
- Спектроскопия
- Фотографические наблюдения комет

## Интересные факты
- Рядом с обсерваторией Хакос располагается обсерватория Гамсберг, также входящая в Международную Любительскую Обсерваторию.